# Storm van 18 januari 2018
Op 18 januari 2018 woedde er een zeer zware storm over Ierland, Groot-Brittannië, België, Nederland, Duitsland en Polen. In Duitsland werd de storm Friederike genoemd.

## Nederland
Rond 9.00 uur werd een weeralarm afgegeven voor de provincies Noord- en Zuid-Holland, Utrecht, Flevoland, Gelderland, Overijssel en het IJsselmeergebied. De zwaarste windstoot was 143 km/u en werd om 9.40 uur gemeten bij Hoek van Holland. Een andere zware windstoot bereikte 137 km/u en werd gemeten bij IJmuiden. De zwaarste windstoot landinwaarts werd met 128 km/u gemeten in Sint-Annaland. Het was de tweede storm in een halve maand tijd die over Nederland raasde. Die van 18 januari was sterker en veroorzaakte meer schade dan de voorgaande. In Overijssel vielen twee doden.
De storm zorgde in Nederland voor veel problemen. De NS legde het treinverkeer in heel het land stil en op Luchthaven Schiphol werden rond 11.20 uur alle vluchten gestaakt. In Amsterdam en Den Haag werd het tramverkeer stilgelegd. De VID meldde dat op verschillende snelwegen zeker 66 vrachtwagens gekanteld waren. Sommige ziekenhuizen in het oosten van het land besloten preventief op noodstroom te gaan werken. Gestrande reizigers gebruikten de hashtag "#stormpoolen". Rijkswaterstaat heeft 's middags de Ramspolkering gesloten.

## Duitsland
Ook in Duitsland zorgde de storm voor problemen. Toen de storm in Nederland woedde, werd het treinverkeer in de deelstaten Noordrijn-Westfalen en Rijnland-Palts gestaakt. Later op de middag heeft Deutsche Bahn al het treinverkeer onmiddellijk stilgelegd vanwege de hevige storm die over het land raasde; alle treinen moesten op het eerstvolgende station stoppen, om hun reis te onderbreken. In Duitsland vielen 8 doden waaronder een brandweerman die tijdens het ruimen om het leven kwam. Er werden windstoten gemeten tot meer dan 200 km/u op de Brocken.

## België
In België kwam een vrouw in Waals-Brabant om het leven nadat een boom op haar wagen terechtkwam. In Gruitrode vloog het dak van de lagere school weg. Alle 57 leerlingen van de getroffen klassen werden in veiligheid gebracht.

## Trivia
De Nederlandse Dichter des Vaderlands schreef een gedicht naar aanleiding van storm Friederike.